# Reach Me
Reach Me (en España: Camino hacia el éxito) es una película estadounidense de 2014 dirigida y escrita por John Herzfeld. Está protagonizada por Sylvester Stallone, Kyra Sedgwick, Terry Crews, Thomas Jane, Kevin Connolly, Lauren Cohan, Kelsey Grammer y Tom Berenger. Fue producida por Rebekah Chaney, Cassian Elwes, Buddy Patrick y John Herzfeld. En el Reino Unido es conocida como Out of Sight.

## Premisa
Con un elenco coral, esta película cuenta diferentes historias de un grupo de personas unidos por una cosa: un poderoso libro publicado por un misterioso y desconocido autor. Cuando el mensaje positivo del libro es conocido, estas personas son inspiradas para cambiar sus vidas enfrentando sus propios miedos.

## Elenco
- Sylvester Stallone como Gerald Cavallo.
- Kyra Sedgwick como Collette.
- Thomas Jane como Wolfie.
- Lauren Cohan como Kate.
- Kelsey Grammer como Angelo AldoBrandini.
- Kevin Connolly como Roger.
- Tom Berenger como Teddy.
- Nelly como E-Ruption.
- Omari Hardwick como Thumper.
- Terry Crews como Wilson.
- Danny Trejo como Vic.
- Danny Aiello como Padre Paul.
- Ryan Kwanten como Jack Burns.
- David O'Hara como Dominic.
- Elizabeth Henstridge como Eve.

## Adelanto
El primer tráiler de la película fue lanzado el 7 de julio de 2014.